# 马克斯·普朗克计算机科学研究所

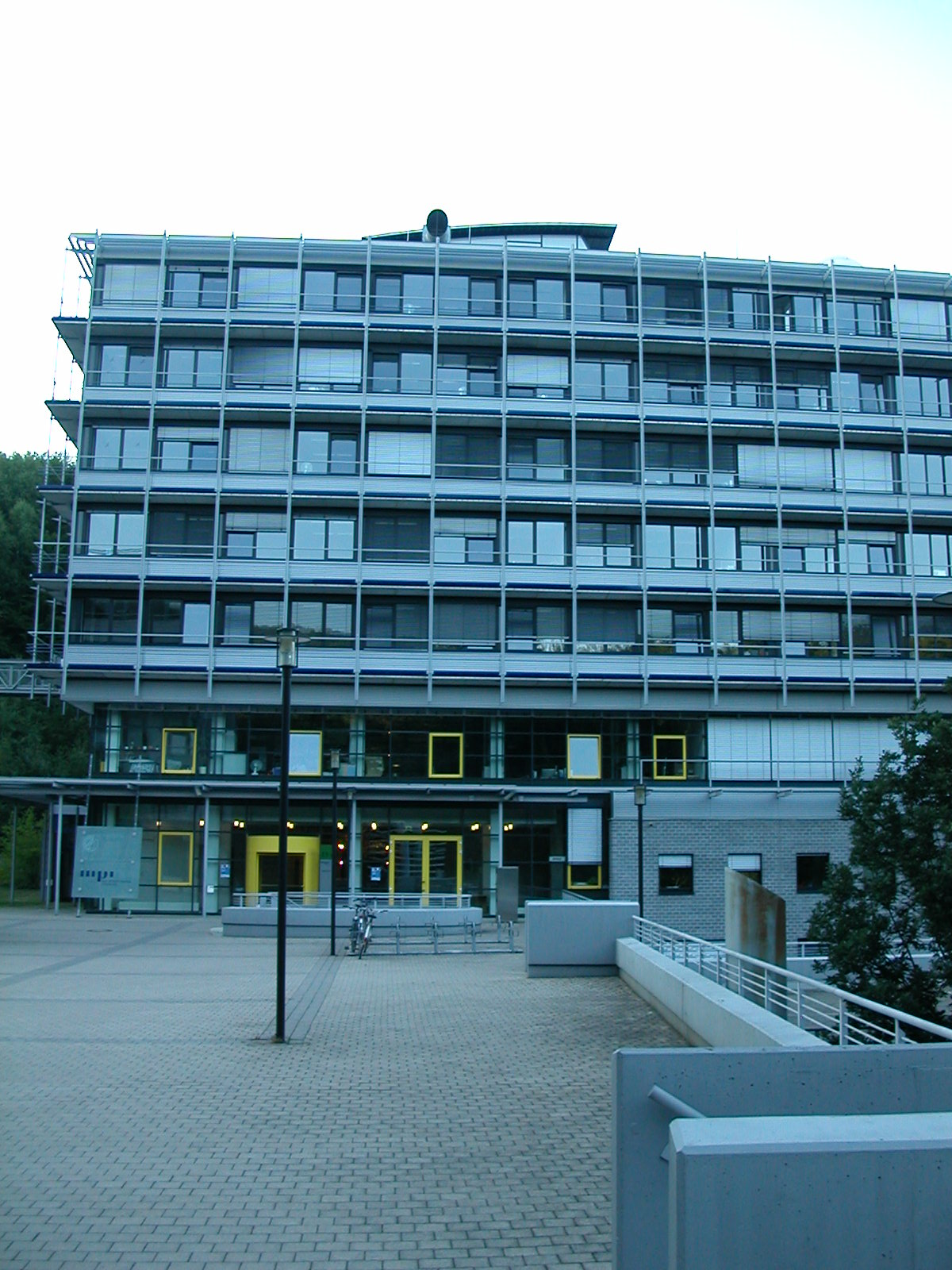
马克斯·普朗克计算机科学研究所在德国的萨尔布吕肯市（Saarbrücken）

马克斯·普朗克计算机科学研究所（德語：Max-Planck-Institut für Informatik，简称MPI-INF或MPII）是马克斯·普朗克学会下属的一所计算机科学研究所，主要研究广义上的算法及其应用。研究囊括了基础研究（算法和复杂度，计算逻辑学）和应用领域的研究（计算机图形学，计算几何，计算生物学）。该研究所致力于在科学刊物上发表新的研究成果，开发软件系统和培养新的科学研究工作者。。

## 组成
该研究所主要由5个研究中心（和3个研究组）组成：
- 算法和复杂度研究中心 由Dr. Kurt Mehlhorn教授领导,
- 计算机视觉和多媒体计算中心 由Dr. Bernt Schiele教授领导,
- 计算生物学和算法应用中心 由Dr. Thomas Lengauer教授, Ph.D.领导，
- 计算机图形学中心 由Dr. Hans-Peter Seidel教授领导，
- 数据库与信息系统中心 由Dr. Gerhard Weikum教授领导，

## 所获荣誉
该研究所自建立以来获得了很多荣誉。Kurt Mehlhorn教授（在1986年）和Hans-Peter Seidel教授（于2003年）获得了戈特弗里德·威廉·莱布尼茨奖。Kurt Mehlhorn教授（在1995年）和Thomas Lengauer教授（在2003年）获得Konrad-Zuse奖章。在2004年，Harald Ganzinger教授获得Herbrand奖。

## 科研参与
作为德国科研前端机构，该研究所与马克斯·普朗克软件系统研究所（MPI-SWS），德国人工智能研究中心（DFKI）和萨尔大学的计算机系共同参与了Internationales Begegnungs- und Forschungszentrum für Informatik。

## 研究生院
马克斯·普朗克计算机科学国际研究生院（International Max Planck Research School for Computer Science简称IMPRS-CS）是MPII和MPI-SWS的研究生院。该学院建立于2000年，与萨尔大学合作共同提供了全额奖学金的博士生项目。现任主任是Gerhard Weikum教授。